# Stéphane Pichot
Stéphane Pichot (Ernée, 2 settembre 1976) è un ex calciatore francese, di ruolo difensore.

## Palmarès

### Giocatore

#### Competizioni nazionali
- Coppa di Francia: 2

PSG: 2005-2006
Sochaux: 2006-2007